# Pont Vorochilovski
Le pont Vorochilovski se trouve dans la ville de Rostov-sur-le-Don et traverse le fleuve du Don en Russie. Le pont a été réalisé entre 1961 et 1965 d'après le projet de l'ingénieur Kouznetsov et de l'architecte Kleïman. La route qui passe par le pont reliant Rostov avec ses villes satellites (Bataïsk et Azov). Le pont a reçu son nom de la perspective du même nom, dont il est la continuation.

## Histoire
Pont Vorochilovski était construit entre 1961 et 1965. Il a été le fruit du travail de l'ingénieur Kouznetsov et de l'architecte Kleïman. La construction du pont Vorochilovski compléta le plan de reconstruction de la digue du Don après la seconde Guerre mondiale, initié en 1947 à l'initiative de Nikolaï Patolitchev, premier secrétaire du Comité régional de Rostov. Le pont a été construit avec une nouvelle technique pour son temps. Les blocs de béton pesant jusqu'à 30 tonnes chacun étaient reliés non pas par des soudures ou des rivets habituels, comme c'était le cas auparavant, mais avec de la colle.
Initialement, le pont Vorochilovski a été conçu pour fonctionner avec une capacité de 19 mille voitures par jour. Cependant, avec l'augmentation du nombre de voitures dans la ville, la charge sur la structure a également augmenté jusqu'à 48-50 mille voitures par jour. Construit en 2010, le pont Temernitski a permis de décharger le pont Voroshilovski.